# 미시간 팬서스
| 미시간 팬서스 |                                                            |
| 콘퍼런스      | 서부 콘퍼런스                                              |
| 디비전        | 센트럴 디비전                                              |
| 설립연도      | 1983년                                                     |
| 해체연도      | 1984년                                                     |
| 역사          | 미시간 팬서스 (1983년~1984년) 오클랜드 인베이더스 (1985년) |
| 경기장        | 폰티액 실버돔                                              |
| 연고지        | 미시간주 폰티액                                            |
| 상징색        | 로열 플럼, 샴페인 실버, 라이트 블루, 하양                  |
| 구단주        | 알프레드 타웁만                                            |
| 감독          | 짐 스탠리 (마지막 감독)                                    |
| 리그 우승     | 1 (1983)                                                   |
| 콘퍼런스 우승 | -                                                          |
| 디비전 우승   | 1 (1983)                                                   |

미시간 팬서스(Michigan Panthers)는 1983년부터 1984년까지 미시간주 폰티액을 연고지로 하는 USFL의 서부 콘퍼런스 센트럴 디비전 소속 미식 축구팀이다.
1985년 연고지를 캘리포니아주 오클랜드 (오클랜드 인베이더스)로 이전했다.

## 역대 홈경기장
| 경기장        | 사용기간      | 수용인원 | 장소            | 비고 |
| ------------- | ------------- | -------- | --------------- | ---- |
| 미시간 팬서스 |               |          |                 |      |
| 폰티액 실버돔 | 1983년~1984년 | 80,311명 | 미시간주 폰티액 | 빈칸 |